# アントン・ギュンター・フォン・オルデンブルク
アントン・ギュンター・ヘルツォーク・フォン・オルデンブルク（ドイツ語: Anton Günther Herzog von Oldenburg, 1923年1月16日  - 2014年9月20日）は、ドイツの旧諸侯オルデンブルク大公家の家長。最後のオルデンブルク大公フリードリヒ・アウグスト（2世）の孫。

## 生涯
最後のオルデンブルク大公世子ニコラウスと、ヴァルデック＝ピルモント侯女ヘレーネ（フリードリヒの娘）の間の長男（第1子）としてレンスアーンで生まれた。1951年にレーヴェンシュタイン＝ヴェルトハイム＝フロイデンベルク侯家のアメリーと結婚した。
1970年の父の死に伴って家督を継いだ。1992年、シュレースヴィヒ＝ホルシュタイン州首相ビョルン・エングホルムとともに、オイティーン城を保護・経営する「オイティーン城財団」を創設した。1991年、ドイツ赤十字社（DRK）のニーダーザクセン州オルデンブルク郡支部の顧問を務め、2007年にドイツ赤十字社から表彰されている。
オストホルシュタイン郡ハルムスドルフに所有していたギュルデンシュタイン荘園で地主としての生涯を送り、2014年、ハルムスドルフにおいて91歳で死去。遺骸はオルデンブルク市内ゲルトルート墓地にある大公家霊廟に葬られた。

## 子女
妻アメリーとの間に1男1女を儲けた。
- ヘレーネ・エリーザベト・バティルディス・マルガレーテ（1953年 - ）
- クリスティアン・ニコラウス・ウード・ペーター（英語版）（1955年 - ） - オルデンブルク大公家家長

## 引用
1. ↑  Oldenburg trauert um Herzog . In: Nordwest-Zeitung vom 23. September 2014 (abgerufen am 23. September 2014).
2. ↑  Große Anteilnahme am Tod von Anton Günther Herzog von Oldenburg